# Chryseurytoma viridis
Chryseurytoma viridis is een vliesvleugelig insect uit de familie Eurytomidae. De wetenschappelijke naam is voor het eerst geldig gepubliceerd in 2004 door Chen & Huang.